# Coenosia insurgens
Coenosia insurgens este o specie de muște din genul Coenosia, familia Muscidae. A fost descrisă pentru prima dată de Walker în anul 1856. Conform Catalogue of Life specia Coenosia insurgens nu are subspecii cunoscute.